# Clara Ponsatí i Obiols
Clara Ponsatí i Obiols   (Barcelona, 19 de març de 1957) és una economista i política catalana. Va ser consellera d'Ensenyament de la Generalitat de Catalunya al govern de Carles Puigdemont, destituïda pel Govern espanyol en aplicació de l'article 155 de la Constitució Espanyola el dia 27 d'octubre de 2017 arran de l'organització del Referèndum sobre la Independència de Catalunya de l'1 d'octubre i de la posterior declaració d'independència. El 30 d'octubre de 2017 es va exiliar a Brussel·les juntament amb Carles Puigdemont i tres consellers més del govern, Lluís Puig, Antoni Comín, i Meritxell Serret. El març de 2018 es va reincorporar a la Universitat de Saint Andrews (Escòcia), d'on era catedràtica. A les Eleccions municipals espanyoles de 2019 va tancar la llista de la candidatura Barcelona és capital-Primàries encapçalada per Jordi Graupera. Des de febrer del 2020 és diputada al Parlament Europeu dins de la candidatura Lliures per Europa.

## Família
Clara Ponsatí és filla de Josep Maria Ponsatí i Capdevila i de Montserrat Obiols i Germà i neta del pintor Josep Obiols i Palau.
És germana d'Agnès Ponsatí Obiols i neboda del polític Raimon Obiols i Germà, de Roser Ponsati i Capdevila i de Maria del Carme Ponsati i Capdevila. També és besneboda d'Àngel Obiols i Palau i de Nemesi Ponsati i Solà i cosina prima de Josep Maria Sala.

## Biografia
Va néixer a Barcelona el 1957. Va ser escolaritzada a l'escola Talitha. Es va llicenciar a la Facultat de Ciències Econòmiques de la Universitat de Barcelona (1980). Va estudiar un màster en Economia a la Universitat Autònoma de Barcelona (1982) i es va doctorar el 1988 en el Departament d'Economia, a la Universitat de Minnesota, als Estats Units, on va romandre uns anys com a professora.
És especialista en la teoria de jocs i economia pública, amb interès en la negociació i la resolució de conflictes. El 2001, Ponsatí va esdevenir investigadora de l'Institut d'Anàlisi Econòmica del Consell Superior d'Investigacions Científiques i en va assumir la direcció entre 2006 i 2012. També ha estat professora visitant a les universitats de Toronto, California-San Diego i Georgetown.
El 2013 va denunciar que el Ministeri d'Educació, Cultura i Esport del Govern d'Espanya va decidir no renovar el seu lloc com a professora visitant de la càtedra Príncep d'Astúries a la Universitat de Georgetown per la seva posició favorable al dret a decidir, considerant aquest fet una maniobra de «censura» davant les seves opinions polítiques. Els seus punts de vista sobre les relacions entre Catalunya i Espanya van provocar que el llavors ministre d'Exteriors, José Manuel García-Margallo, assegurés que una càtedra a l'estranger «no ha de servir de base per a encoratjar processos secessionistes contraris a la Constitució», ressaltant que, mentre ell fos ministre «això no passarà a cap ambaixada espanyola». El gener de 2015 va assumir el càrrec de Directora de l'Escola d'Economia i Finances a la Universitat de Saint Andrews (Escòcia).
El març del 2020 s'incorpora com a membre de la Secció de Filosofia i Ciències Socials de l'Institut d'Estudis Catalans.

## Activitat política
Des de mitjans de 2016 fins al juliol de 2017 va ser membre del Secretariat Nacional de l'Assemblea Nacional Catalana, just abans de ser nomenada consellera d'Ensenyament de la Generalitat de Catalunya en la remodelació del Govern de Catalunya que va dur a terme el president Puigdemont. Des de la seva conselleria va participar en l'organització i celebració del referèndum sobre la independència de Catalunya de l'1 d'octubre, que va requerir l'obertura d'escoles i instituts com a col·legis electorals.
Després del seu cessament com a consellera i de la suspensió de l'Autonomia mitjançant l'aplicació de l'article 155 de la Constitució per part de l'Estat espanyol, el 30 d'octubre de 2017 va marxar a Brussel·les juntament amb el president Carles Puigdemont i tres consellers més del govern, Lluís Puig, Antoni Comín, i Meritxell Serret.
A les eleccions al Parlament de Catalunya de 2017 va ser escollida diputada amb la llista de Junts per Catalunya. Va renunciar a l'acta de diputat el 28 de gener de 2018 per tal de garantir la majoria independentista a la sessió d'investidura. El 10 de març va anunciar que deixava de residir a Brussel·les i s'establia al Regne Unit per reincorporar-se a la Universitat de Saint Andrews.
L’abril de 2019 va concórrer com a número tres a la llista de Junts i Lliures per Europa per a les eleccions europees, encapçalada pel president Puigdemont. La candidatura va aconseguir dos escons, els de Puigdemont i Comín. Ponsatí en va quedar fora fins a la formalització del Brexit, quan la nova distribució d’escons va comportar l’entrada de Ponsatí al Parlament Europeu.
Dins del Parlament Europeu, Clara Ponsatí és membre del Comitè d’Indústria, Tecnologia, Recerca i Energia i del Sub-Comitè d’Assumptes Fiscals. També és substituta al Comitè d’Afers Econòmics i Monetaris i participa a la Delegació de relacions amb Canadà. En les seves intervencions plenàries, Ponsatí ha denunciat en nombroses ocasions l’incompliment de l'estat de dret per part del Govern espanyol en termes de drets civils i separació de poders, a més de posar de manifest repetidament que la Unió Europea no és la Unió dels Pobles que pretenia ser. Durant el seu mandat, Clara Ponsatí i el seu equip han creat la pàgina web “estatdedret.cat”, que consisteix en una base de dades sobre les vulneracions de drets dels catalans des de 2003 fins a l’actualitat. La web, a més, permet a l’usuari de denunciar a la Comissió Europea aquestes vulneracions a fi que siguin incloses a l’informe anual que en fa sobre la situació de l’estat de dret als estats membres de la Unió Europea.

## Euroordres
El 24 de març de 2018, el magistrat del Tribunal Suprem Pablo Llarena va emetre una ordre de detenció europea (o euroordre) contra ella i es va iniciar el procés d'extradició davant dels tribunals escocesos. El rector de la Universitat de Glasgow, Aamer Anwar, en va ser l'advocat defensor. El dia 28 del mateix mes Ponsatí es va lliurar a les autoritats escoceses, que la van deixar en llibertat provisional. El 19 de juliol del 2018 el jutge Pablo Llarena va retirar l'euroordre contra Ponsatí i també contra la resta d'exiliats de Bèlgica i Suïssa, en saber que el tribunal alemany de Schleswig-Holstein rebutjava l'entrega a Espanya del president Puigdemont pel delicte de rebel·lió.
El 5 de novembre de 2019, el jutge Llarena va enviar al Regne Unit una nova ordre de detenció europea contra Clara Ponsatí basada en el delicte de sedició. En principi, el Regne Unit va rebutjar tramitar l'euroordre per «desproporcionada» sota la legislació britànica i demanaven que, per tornar a avaluar la decisió, se'ls enviés més informació. Això va crear un conflicte diplomàtic i el Regne Unit va emetre un altre document en què indicava que havia estat un error declarar que l'ordre era desproporcionada. Després que el jutge Llarena enviés la informació complementària demanada per les autoritats britàniques, el Regne Unit va acceptar tramitar l'euroordre.
El 14 de novembre de 2019, Ponsatí va declarar a Edimburg davant un jutge escocès, que va acabar arxivant l'euroordre l'agost del 2021, quan Ponsatí ja era eurodiputada i resident a Bèlgica. Tot i que Llarena no va retirar l'euroordre, la policia belga no va detenir Ponsatí ni els tribunals belgues li van obrir cap procediment, ja que com a eurodiputada gaudia d'immunitat. Aquesta immunitat de la qual gaudia en tant que eurodiputada se li va retirar el 9 de març del 2021, quan el Parlament Europeu va votar a favor del suplicatori enviat pel magistrat Pablo Llarena respecte de Ponsatí, Carles Puigdemont i Toni Comín, amb 404 vots a favor, 247 en contra i 42 abstencions, en el cas de Ponsatí i Comín, i 400 a favor, 248 en contra i 45 abstencions en el cas de Carles Puigdemont. Els eurodiputats van recórrer contra la decisió però el 5 de juliol de 2023 el Tribunal General de la Unió Europea va confirmar les decisions del Parlament Europeu. El recurs contra la decisió es troba pendent al Tribunal de Justícia.
Paral·lelament, arran de la reforma del Codi Penal que, entre altres coses, suprimia el delicte de sedició, el 12 de gener de 2023, el magistrat del Tribunal Suprem Pablo Llarena modifica el processament de Ponsatí. Llarena processa Ponsatí pel delicte de desobediència, i en retira les ordres de detenció nacional, europea i internacional que tenia pel delicte de sedició. Tanmateix, en dicta una de nacional pel delicte de desobediència. La modificació dels processaments va ser confirmada per la Sala Penal del Tribunal Suprem el juny de 2023.

## Retorn a Catalunya
El 28 de març del 2023, malgrat que era vigent l'ordre de detenció nacional contra ella a l'estat espanyol, va tornar de l'exili. Arribada a Barcelona de França directament en cotxe, a la tarda va oferir una roda de premsa al Col·legi de Periodistes per a presentar el web estatdedret.cat. A les sis de la tarda, mentre es dirigia a l’Oficina Europarlamentària de Junts i Lliures per Europa del Born, va ser detinguda pels Mossos d'Esquadra a la plaça de la Catedral, a despit de la immunitat provisional que gaudia en tant que eurodiputada, d’acord amb la interlocutòria del vicepresident del Tribunal de Justícia. Com a resposta, Òmnium Cultural, l'Assemblea Nacional Catalana i el Consell de la República van convocar una concentració de suport a les portes de la Ciutat de la Justícia. Després de passar a disposició judicial davant del Jutjat d’Instrucció de Barcelona número 4, en funcions de guàrdia,va sortir en llibertat a les 22.49. Pablo Llarena la cita a declarar el dilluns 24 d'abril a les onze del matí per un delicte de desobediència pel seu rol en l'organització del referèndum de l'1 d'octubre. El mateix dia, la defensa de Ponsatí presentarà un habeas corpus en contra de la detenció, al considerar-la il·legal per la immunitat provisional de la qual gaudia. El jutjat en denegà la petició i la seva defensa en demanà la nul·litat d’actuacions i el plantejament d’una sèrie de qüestions prejudicials davant del Tribunal de Justícia de la Unió Europea. A més, Ponsatí presenta demanda d’empara d’immunitat a la Presidenta del Parlament Europeu Roberta Metsola, que trasllada el cas a la Comiissió d’Afers Jurídics.
El 24 d’abril de 2023, Ponsatí no es presenta a declarar davant de Llarena. En canvi, Ponsatí presenta un escrit on recorda al magistrat que gaudeix d’immunitat i que, d’acord amb la jurisprudència del Tribunal de Justícia de la Unió Europea, té l’obligació de suspendre el procediment contra ella fins que el Parlament Europeu no hagi tramitat la demanda de protecció de la seva immunitat. Durant els mesos següents, Fiscalia i Advocacia de l’Estat demanaran que se la torni a citar. Llarena anirà més enllà i, el 21 de juny de 2023. dicta una nova ordre de detenció nacional contra Ponsatí.
El 24 de juliol de 2023, Clara Ponsatí anuncia a les xarxes que és a Barcelona i torna a ser detinguda. Ponsatí presenta nova demanda d'empara de la immunitat a la presidenta del Parlament Europeu Roberta Metsola. Aquest cop, torna a ser traslladada a la Ciutat de la Justícia de Barcelona i Llarena li pren declaració amb un formulari, que ella no respondrà.Ponsatí surt en llibertat al cap d’una estona i l’endemà, Llarena tanca la instrucció. Al setembre de 2023, Fiscalia demana obertura de judici oral contra l'eurodiputada.
El febrer de 2024 va presentar amb Jordi Graupera i Garcia-Milà un moviment polític amb l'objectiu de presentar-se a les eleccions al Parlament de Catalunya de 2024, sota el nom d'Alhora, i el 2 d'abril van confirmar que ja tenien les signatures necessàries.

## Publicacions
- Molts i ningú. Embastat de memòries i altres històries; Clara Ponsatí; La Campana, 2022
- The Case of the Catalans: Why So Many Catalans No Longer Want to be Part of Spain; Clara Ponsatí (Ed.); Luath Press, 2020
- The stability of Multi-Level Governments; Enriqueta Aragonès; Clara Ponsatí; Barcelona Graduate School of Economics, juliol 2019
- Meritocracy, egalitarianism and the stability of majoritarian organizations; Salvador Barberà; Carmen Bevià; Clara Ponsatí; Games and Economics Behavior (2015) 91:237-257
- L'endemà; by Clara Ponsati & altri; Pub.: [Barcelona] Massa d'Or Produccions Corporació Catalana de Mitjans Audiovisuals D.L. 2014
- Von Neumann i la teoria de jocs; Ponsatí, Clara; Pub.: 2010-03-11T09:25:00Z 2010-03-11T09:25:00Z 2010-02-24
- Robust bilateral Trade and Mediated Bargaining; Jernej Copic; Clara Ponsatí; Journal of the European Economic Association (2008) 6:570-580
- Bargaining over multiple issues with maximin and leximin preferences; Amparo M. Mármol; Clara Ponsatí; Social Choice and Welfare (2008) 30:211-223
- Bargaining one-dimensional social choices; Daniel Cardona; Clara Ponsatí; Journal of Economic Theory (2007) 137:627-651
- Economic Diplomamcy; Clara Ponsatí; Journal of Public Economic Theory (2004) 6:675-691
- Randomly available outside options in bargaining; Clara Ponsatí; József Sákovics; Spanish Economic REview (2001) 3:231-252
- Rubinstein bargaining with two-sided outside options; Clara Ponsatí; József Sákovics; Economic Theory (1998) 11:667-672
- Multiple-issue bargaining and axiomatic solutions; Clara Ponsati; Joel Watson; International Journal of Game Theory (1997) 26:501-524
- Mediation is necessary for efficient bargaining; Clara Ponsati Obiols; József Sákovics; Universitat Autònoma de Barcelona Departament d'Economia i d'Història Econòmica; Pub.: Barcelona Universitat Autònoma de Barcelona, Departament d'Economia i d'Història Econòmica 1992.
- El Finançament de les comunitats autònomes : comparació internacional; Clara Ponsati Obiols; Institut d'Anàlisi Econòmica.; Universitat Autònoma de Barcelona- 1990.
- Search and Bargaining in Large Markets With Homogeneous Traders; Clara Ponsatí;Publication: Contributions in Theoretical Economics, v4 n1 (2004/2/9);Pub.: Walter de Gruyter eJournals
- La financiación de la Comunidades autónomas : comparación internacional; Clara Ponsati i Obiols; Publication: Revista de economia publica, 1991, 12, pp. 65-10[64]